# Jacques Morel (aviron)
Pour les articles homonymes, voir Morel et Jacques Morel.
Jacques Morel est un rameur français, né le 22 septembre 1935 à La Teste-de-Buch.

## Biographie
Il commence la pratique de l'aviron à l'âge de 14 ans à l'Aviron arcachonnais. Après avoir servi lors de la guerre d'Algérie, il retourne en France en tant que charpentier. Il intègre l'équipe de France d'aviron en 1960 .
Avec son frère Georges, il glane plusieurs médailles internationales.
Il met un terme à sa carrière de rameur en 1967 à l'âge de 32 ans. Il devient alors entraîneur jusqu'en 1996.

## Palmarès

### Jeux olympiques
- Médaille d'argent en quatre barré à Rome 1960
- Médaille d'argent en deux de pointe avec barreur à Tokyo 1964

### Championnats du monde d'aviron
- Médaille de bronze en huit de pointe avec barreur aux Championnats du monde d'aviron 1962 à Lucerne
- Médaille d'argent en deux de pointe avec barreur aux Championnats du monde d'aviron 1966 à Bled

### Championnats d'Europe d'aviron
- 4e aux Championnats d'Europe d'aviron 1961, à Prague
- médaille d'argent en deux de pointe avec barreur aux Championnats d'Europe d'aviron 1967, à Vichy

### Jeux méditerranéens
- médaille d'or aux Jeux méditerranéens de 1963 à Naples

### Championnats de France
Il décroche plusieurs titres nationaux en aviron entre 1960 et 1965, ainsi que deux titres en canoë en 1960 et 1962.

## Distinctions honorifiques
- Chevalier de l'ordre national du Mérite
- Médaille d'or de la Jeunesse et des Sports
- Gloire du sport[1]
- Croix de la Valeur militaire avec étoile de bronze[1]